# なりひらばし電器商店
『なりひらばし電器商店』（なりひらばしでんきしょうてん）は、岩岡ヒサエによる日本の漫画作品。講談社発行の雑誌『イブニング』で2012年7号から2013年20号まで連載。

## ストーリー
時は21世紀後半の日本、3R（リデュース・リユース・リサイクル）法が施行され、世の中は徹底したリサイクル社会になっていた。大学進学のため上京した初音は、下宿先である祖母の経営する電器店の手伝いを介して、様々な人と触れ合ってゆく。

## 登場人物
森 初音（もり はつね）
主人公の女子大学生。実家の商売の手伝いから解放されての大学生活を夢見ていたが、騙し討ち的に、下宿代がわりに母方の祖母の店「なりひらばし電器商店」を手伝う、という条件を課せられてしまった。

## 単行本
- 岩岡ヒサエ『なりひらばし電器商店』 講談社〈イブニングKC〉、全2巻（未収録3話）
  1. 2012年11月22日第1刷発行（同日発売）、ISBN 978-4-06-352438-3
  2. 2013年7月23日第1刷発行（同日発売）、ISBN 978-4-06-352473-4

単行本に収録されない3話分は、モアイWebにおいて無料配信される。